# Дванадцять супутників
«Дванадцять супутників» — радянський художній фільм 1961 року режисера Еразма Карамяна, за сюжетом п'єси Миколи Шундіка, знятий на кіностудії «Вірменфільм».

## Сюжет
Пасажирський літак рейсом № 244, що слідує маршрутом Москва-Єреван, обходячи грозовий фронт над Головним Кавказьким хребтом, відхиляється від траси і втрачає зв'язок з землею. Пальне закінчується, і пілот робить майже неможливе: здійснюючи посадку в районі одного з льодовиків. Це коштувало життя двом пасажирам, але інші залишилися живі. Вони опиняються в горах, скованих вічними снігами. Пілот, який під час війни воював у цих місцях, розуміє, що вони потрапили в крижану пастку: єдиний вихід — через перевал, але він взимку неприступний, і треба чекати допомоги з Великої землі. Негода заважає пошуковій операції — літаки, прочісують квадрат за квадратом, але безрезультатно — заважає низька хмарність і туман. До пошуку підключають загін альпіністів, але навіть досвідчений альпініст Федосєєв, який зробив чимало сходжень, штурмував Пік Перемоги, вважає завдання практично нездійсненним. Кілька діб герої проводять в горах, все більше замерзаючи, запаси добігають до кінця. І коли вже їм потрібна негайна допомога, вони її повинні самі надати — неподалік від табору вони знаходять напівзамерзлу дівчину-геолога…

## У ролях
- Гурген Тонунц — Тигран Багратунян, пілот
- Маргарита Корабельникова — стюардеса
- Гурген Джанібекян — Хачатур
- Давид Малян — Мінасян
- Тамара Оганезова — Шахвердян
- Валентина Хмара — Олена
- Марина Тбілелі — Зарун
- Володимир Татосов — Жора
- Геннадій Юхтін — Ромашкін
- Віктор Чекмарьов — Берберян
- Фелікс Яворський — Ігор
- Армен Джигарханян — Федосєєв
- Є. Чарян — геолог

## Знімальна група
- Режисер — Еразм Карамян
- Сценаристи — Михаил Овчинников, Михайло Шатирян
- Оператор — Дмитро Фельдман
- Композитор — Едвард Мірзоян
- Художник — Петро Бейтнер